# (32775) 1986 WP2
(32775) 1986 WP2 là một tiểu hành tinh vành đai chính. Nó được phát hiện bởi Kenzo Suzuki và Takeshi Urata in the city thuộc Toyota, Aichi, Nhật Bản, ngày 29 tháng 11 năm 1986.